# Estadio Ravenhill
El estadio Ravenhill (también conocido como Kingspan Stadium, por razones de patrocinio) es un estadio de rugby ubicado en Belfast (Irlanda del Norte). Es el campo del club Ulster Rugby. La capacidad del estadio es de 18 196 espectadores, gracias a la apertura de una nueva tribuna para los cuartos de final de la Copa Heineken 2014 contra Saracens, el 5 de abril de 2014. El estadio es propiedad de la Irish Rugby Football Union.

## Historia
El estadio Ravenhill se inauguró en 1923. Tiene un arco ornamentado en la entrada, que fue construido como un monumento en honor de aquellos jugadores muertos en la Primera y Segunda Guerra Mundial. Antes de 1923, tanto el Ulster como la selección de Irlanda jugaban sus partidos en los terrenos de la Royal Ulster Agricultural Society, en Belfast.
Desde 1924 Ravenhill ha sido la sede anual para la final de la Ulster Schools Cup, que tradicionalmente se juega el Día de San Patricio. El estadio también históricamente es anfitrión de la Ulster Towns Cup, que se disputa el lunes de Pascua.
Ravenhill ha organizado 18 juegos internacionales, incluidos los partidos de grupo en las Copas Mundiales de Rugby de 1991 y 1999. El juego internacional más reciente jugado por el equipo irlandés en el estadio fue el 24 de agosto de 2007 contra Italia, en un partido de preparación para la Copa Mundial de Rugby 2007. Anteriormente, Escocia fue el último visitante, en el Campeonato de las Cinco Naciones de 1954. Ravenhill también fue sede de la final del Campeonato Mundial de Rugby Sub-19 2007, en la que Nueva Zelanda le ganó a Sudáfrica.
Ravenhill fue sede de memorables partidos del Ulster en la Copa Heineken. En los cuartos de final de la Copa Heineken 1998–99, el Ulster venció al Toulouse15-13 en Ravenhill. Ravenhill luego acogió la semifinal de la Copa Heineken 1998-99, en la que el Ulster derrotó al Stade Français 33-27. El momento más memorable de ese juego fue cuando el centro David Humphreys corrió desde la línea de 10 metros del Ulster para anotar un try.
El 5 de junio de 2014, Ulster firmó un contrato por 10 años con Kingspan Group por los derechos de denominación del estadio Ravenhill, por lo cual que el estadio será conocido como Kingspan Stadium hasta 2024. A pesar de esto, los fanáticos todavía se refieren al estadio simplemente como Ravenhill, y el nombre 'Kingspan Stadium' no se ha adoptado dentro del vocabulario de los fanáticos habituales de los viernes por la noche.
El 30 de mayo de 2015, se disputó la Gran Final Pro12 2015 en el Kingspan Stadium. Los Glasgow Warriors derrotaron a Munster 31-13.
El 26 de agosto de 2017, se jugó la final de la Copa Mundial de Rugby Femenina 2017 en el estadio Ravenhill. Nueva Zelanda derrotó a Inglaterra 41–32. También se jugaron en el estadio los partidos de semifinales y algunos partidos de play-off de la Copa Mundial de Rugby Femenina.

## 2009
Una nueva tribuna fue inaugurada oficialmente el 9 de octubre de 2009 por el primer ministro Peter Robinson, en una ceremonia que precedió a un partido entre Ulster y Bath Rugby. Sin embargo, la tribuna ha estado en uso desde el primer partido en casa de la temporada 2009-2010, contra el Edinburgh Rugby.
La tribuna está en el lado de Mount Merrion y tiene un área con terrazas, más de 500 asientos premium y 20 palcos corporativos. El área de la terraza ahora está cubierta por un techo por primera vez en la historia del estadio. El costo del proyecto fue de aproximadamente £4,5 millones y ha sido financiado por una combinación de fondos del sector público, ventas de boletos y cajas premium, y préstamos del IRFU.

## Modernización 2012-2014
En 2011, el Ejecutivo de Irlanda del Norte anunció que había otorgado £138 millones para varios proyectos de remodelación de estadios a lo largo de toda Irlanda del Norte. A Ulster Rugby le correspondieron 14,5 millones de libras esterlinas, que se utilizaron para remodelar Ravenhill y aumentar su capacidad, llevándola de 12.000 a 18.000.
En 2012, Ulster Rugby confirmó que se iban a construir tres nuevas gradas en Ravenhill, y que el trabajo comenzaría a finales de ese año. Se terminaron dos nuevas gradas en los extremos del estadio Memorial y Aquinas, mientras que la grada principal fue demolida y construida nuevamente. La remodelación principal fue completada en abril de 2014.

## Partidos de la Copa del Mundo de Rugby organizados
| 14 de octubre de 1991 | Japón | 52 - 8 | Zimbabue |  |  |

| 8 de octubre de 1999 | Australia | 57 - 9 | Rumania |  |  |